# Rio Sava
O rio Sava (em croata: Sava; em húngaro: Száva; em alemão: Save) ou, na sua forma portuguesa, rio Savo é um rio que atravessa a Eslovénia, a Croácia, a Bósnia e Herzegovina e a Sérvia. É um tributário da margem direita do rio Danúbio, desaguando neste último na altura de Belgrado.
Tem 940 km de extensão (990 km se se contar com o Sava Dolinka) e drena 95 719 km² de área. Na época romana era chamado Savus. Costuma ser considerado o limite setentrional da Península Balcânica.

## Geografia
O rio Sava drena uma área de 95 719 km², incluindo 115 km² do norte da Bósnia e Herzegovina. O seu caudal médio em Zagreb é de 255 m³/s, enquanto em Belgrado chega aos 1722 m³/s. Tem cerca de 28 m a 30 m de profundidade na região das localidades de Hrtkovci e Bosut na Sérvia. Na Sérvia tem várias ilhas fluviais bastante grandes (em sérvio: ada), incluindo Podgorička ada perto de Provo e a ilha de 2,7 km³ chamada Ada Ciganlija, o centro turístico mais popular de Belgrado.
O rio tem um potencial de produção elétrica no seu curso alto de até 3200 GWh.
Os seus afluentes mais importantes são (da nascente até à foz), os rios Ljubljanica, Savinja, Mirna, Krka, Sotla, Kupa, Lonja, Orljava, Bosut, Una, Vrbas, Ukrina, Bosna, Tinja, Lukovac, Drina e o Kolubara.
O Sava passa pelas seguintes cidades:
- Na Eslovénia: Kranj, Zagorje ob Savi, Trbovlje, Hrastnik, Radeče, Liubliana, Sevnica, Krško e Brežice
- Na Croácia: Zagreb, Sisak, Slavonski Brod e Županja
- Na Bósnia e Herzegovina: Bosanski Šamac e Brčko
- Na Sérvia:Sremska Mitrovica, Šabac e Belgrado

Define parte da fronteira Croácia-Eslovénia e parte da fronteira Bósnia e Herzegovina-Croácia.

## Imagens

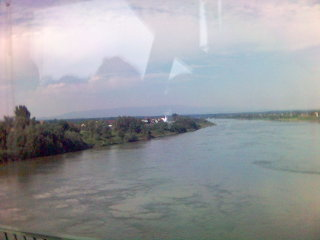
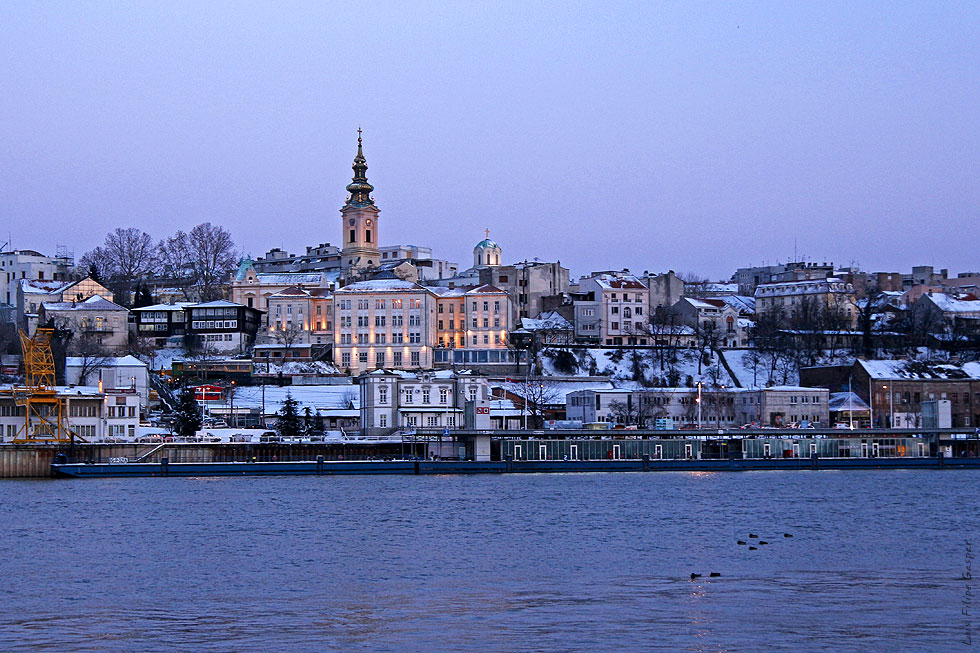
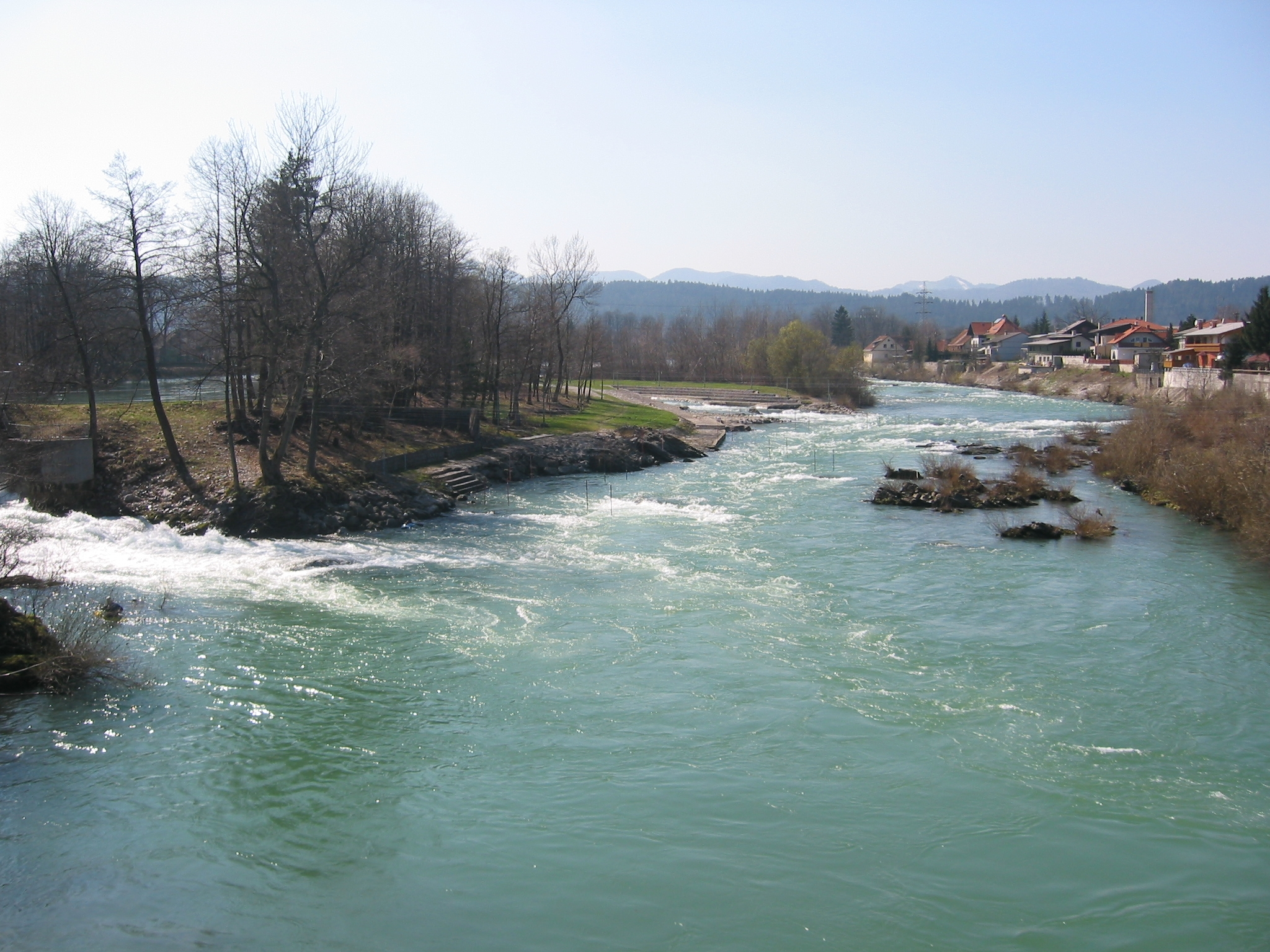
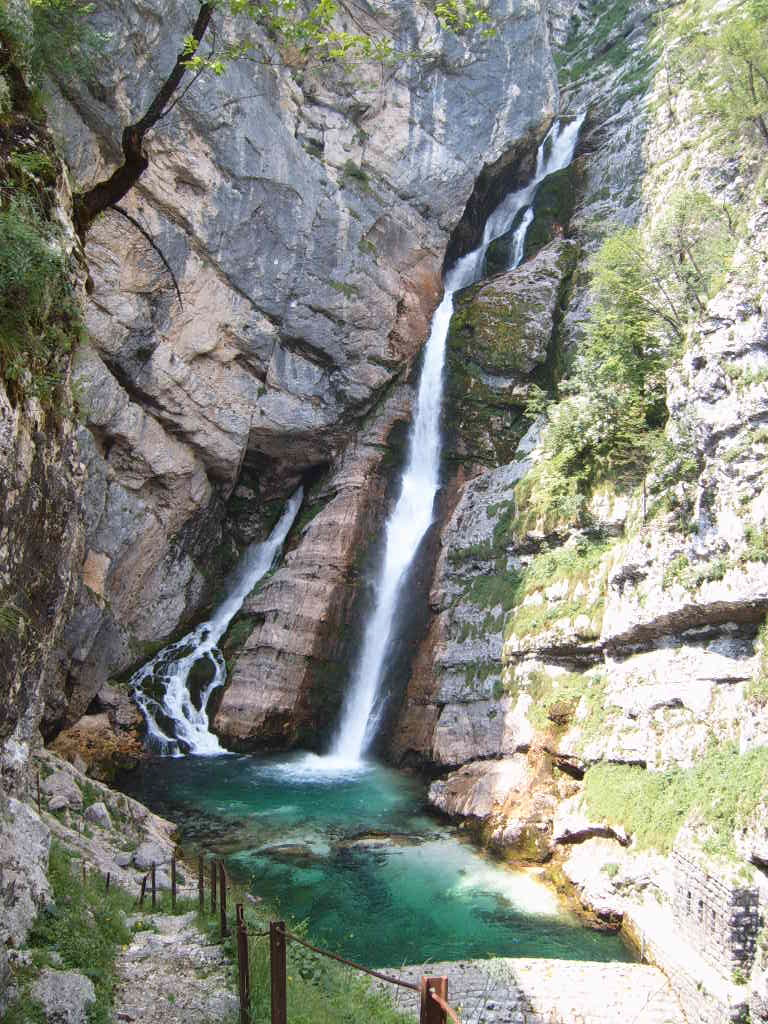